# Zdeněk Řehoř

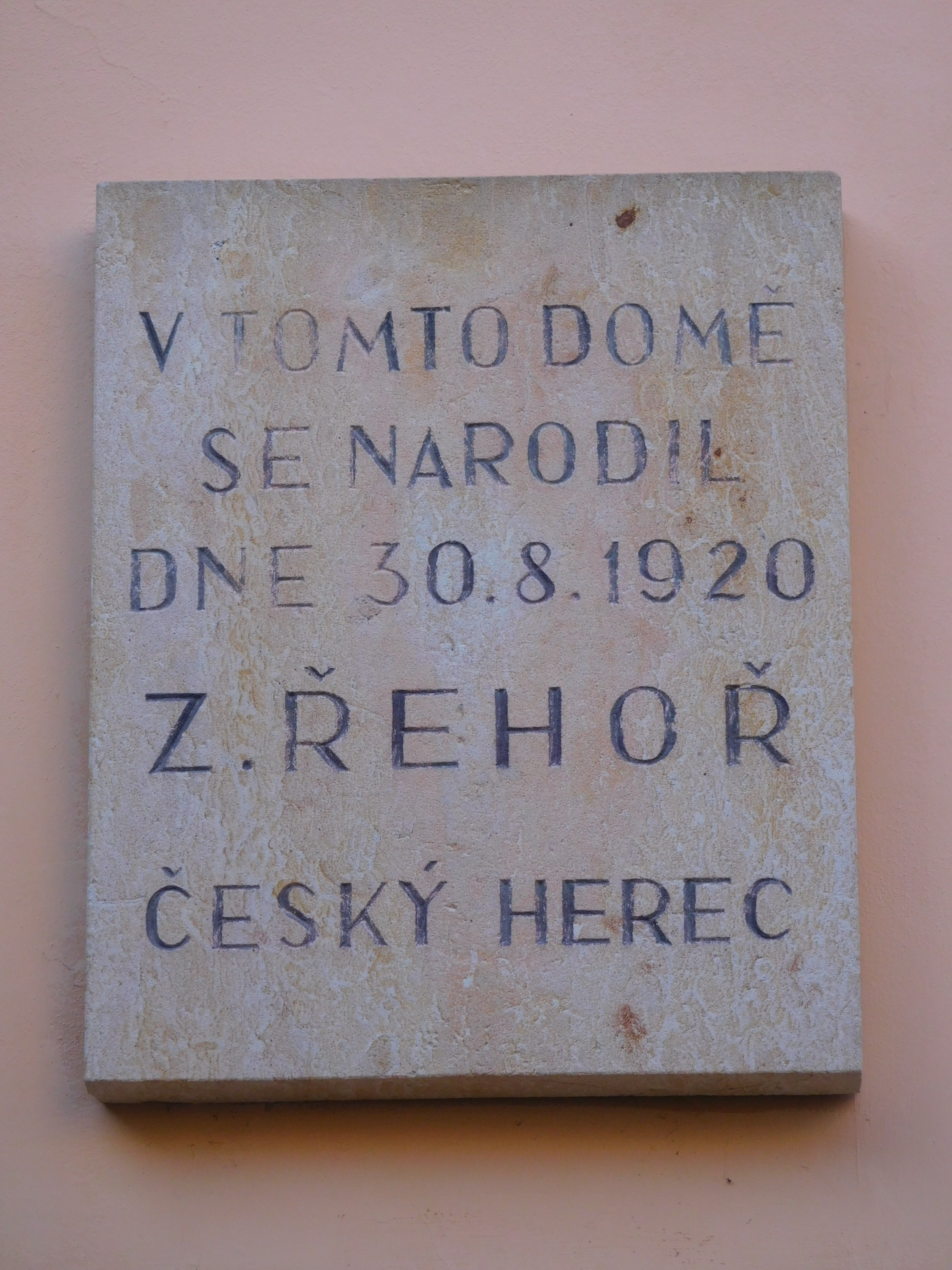
Emléktáblája szülővárosában, Jičínben

Zdeněk Řehoř  (Jičín, Csehszlovákia, 1920. augusztus 30. – Prága, 1994. november 8.) cseh színész. A magyar nézők elsősorban a Nők a pult mögött című filmsorozatból ismerik, mint Vilimek úr.

## Élete
Színészi karrierje a második világháborúban, egy prágai kis színházban indult el. Amellett, hogy a színházban, mint színész játszott, ő lett az igazgatója is egyben. 1944 és 1945-ben több darabban is játszott, majd az év végén tuberkulózist kapott és Kostelec egyik szanatóriumába került. 1950 és 1994 között, haláláig a Vinohrady színház tagja volt.

## Televíziós szerepek
Zdeněk Řehoř több mint hatvan televíziós sorozatban játszott, többnyire félénk figurákat. Többek között az "Apám és Nagyapám" című sorozatban, valamint a Hajný című népszerű filmsorozatban, mint Krkonošské.

## Színházi szerepei
- 1941 J. Smida: Portrait of Antonin Dvorak , Kerék , Rendezte Josef Smida
- 1941 Flamand népi játék: Lancelot és Alexandrina , Gamekeeper, Kerék , Rendezte Josef Smida
- 1943 F. Német, J. Smid: Szentimentális románc , Justyna, Kerék, Rendezte Josef Smida
- 1944 George Brdečka : Limonádé Joe , Rendezte Josef Smida
- 1958 Ketty Fringsová, Thomas Wolfe: Nézd Hazafelé mennek az angyalok , Benjamin H. Gant, Vinohrady Színház , rendezte: Jan Strejček
- 1966 Shakespeare : Troilus és Cressida , Thersites, Vinohrady Színház, rendezte: Stanislav Remunda
- 1967 Karel Čapek : Anya és fia, Vinohrady Színház, rendezte Luboš Pistorius
- 1972 Karel Čapek : A rabló , Šefl, Vinohrady Színház, rendezte Frantisek Stepanek
- 1991 Pavel Kohout : Gyenge gyilkos professzor Drženbickij, Vinohrady Színház, rendezte Luboš Pistorius J. h
- 1994 M. J. Lermontov: The Masquerade , Zvjozdič, Vinohrady Színház, rendezte V.Strnisko jh